# Austrozele soror
Austrozele soror är en stekelart som först beskrevs av Mason 1976.  Austrozele soror ingår i släktet Austrozele och familjen bracksteklar. Inga underarter finns listade.